# Скальци, Джон
Джон Майкл Скальци (англ. John Michael Scalzi; род. 10 мая 1969, Фэрфилд, Калифорния, США) — американский писатель и онлайн-автор. Лауреат премии «Хьюго» за лучший роман (2013) и трёх премий «Локус» за лучший научно-фантастический роман (2013, 2018, 2023).

## Биография
Скальци родился в Калифорнии и провел там детство, в основном в пригородах Лос-Анджелеса: Ковина, Глендора и Клермонт. Он посещал Калифорнийскую Школу Уэбба, после чего поступил в Чикагский университет, где его сокурсником был Дэвид Оборн, лауреат Пулитцеровской премии. После окончания университета в 1991 году Скальци устроился кинокритиком в газету «Fresno Bee», а также практически сразу стал вести колонку юмора. В 1996 году он стал штатным писателем и редактором в «America Online». С 1998 года Скальци является независимым писателем. Сейчас он живёт в Огайо. Женат, имеет дочь. Известен также своим блогом Whatever, в котором он пишет ежедневно с 1998 года. Также является автором ряда документальных книг.
Первой публикацией Скальци был роман «Обречённые на победу», в котором 75-летних жителей Земли нанимают в силы обороны человеческих колоний в космосе. Скальци отметил в приложении к своей книге её сходство с романом Роберта Хайнлайна «Звёздный десант». «Обречённые на победу» была издана после своего дебюта в сети: Скальци выкладывал книгу по частям на своем веб-сайте в декабре 2002 года, после чего главный редактор «Tor Books» Патрик Нильсен Хейден предложил издать книгу. Издание книги в твёрдой обложке вышло в свет в январе 2005 года. Роман «Обречённые на победу» был номинирован на премию Хьюго за лучший роман в марте 2006 года.
Второй изданный роман Скальци назывался «Звёздный агент». Роман в действительности был написан до «Обречённых на победу» (в 1997) и размещен автором в сети в 1999 для бесплатного скачивания. Роман был выпущен ограниченным изданием в июле 2005.
В феврале 2006 года был выпущен роман «Бригады призраков», продолжение «Обречённых на победу». В октябре того же 2006 года вышел ещё один научно-фантастический роман, «Сон андроида». В марте 2006 года Скальци был номинирован на премию Кэмпбелла самому многообещающему молодому автору 2005 года.
В апреле 2007 года вышел в свет третий роман, действие которого разворачивается во вселенной «Войны стариков», под названием «Последняя колония».
В 2013 году за фантастический роман «Люди в красном» был удостоен премии Хьюго в номинации «Лучший роман» и премии «Локус» в аналогичной номинации.
В 2017 году был опубликован первый роман нового цикла «Взаимозависимость» — «Крушение империи». В 2018 — следующий роман этого же цикла «Всепоглощающий огонь».

## Экранизации
В 2017 году Netflix купил права на экранизацию романа «Обречённый на победу». Фильм будет называться «Война старика». По мотивам рассказов Скальци было снято четыре эпизода анимационного сериала «Любовь. Смерть. Роботы».